# San Benedetto dei Marsi
San Benedetto dei Marsi (Sambenedittë in dialetto marsicano) è un comune italiano di 3 709 abitanti della provincia dell'Aquila in Abruzzo. Nel territorio contemporaneo si trovava la città marsa di Marruvium che in epoca romana divenne un importante municipio. Il nucleo urbano, quasi completamente distrutto dal terremoto della Marsica del 1915, è stato ricostruito nel corso del XX secolo. Il comune è stato elevato a rango di città nel 2022 con decreto del presidente della Repubblica.

## Geografia fisica
La cittadina è adagiata sul bordo orientale della piana del Fucino a un'altitudine di 678 m s.l.m. Confina con Aielli, Cerchio, Collarmele, Pescina, Trasacco e in un settore della piana fucense con il territorio comunale di Celano.
San Benedetto è il comune più pianeggiante della Marsica presentando un'escursione di appena 50 metri.

## Storia

### Origini

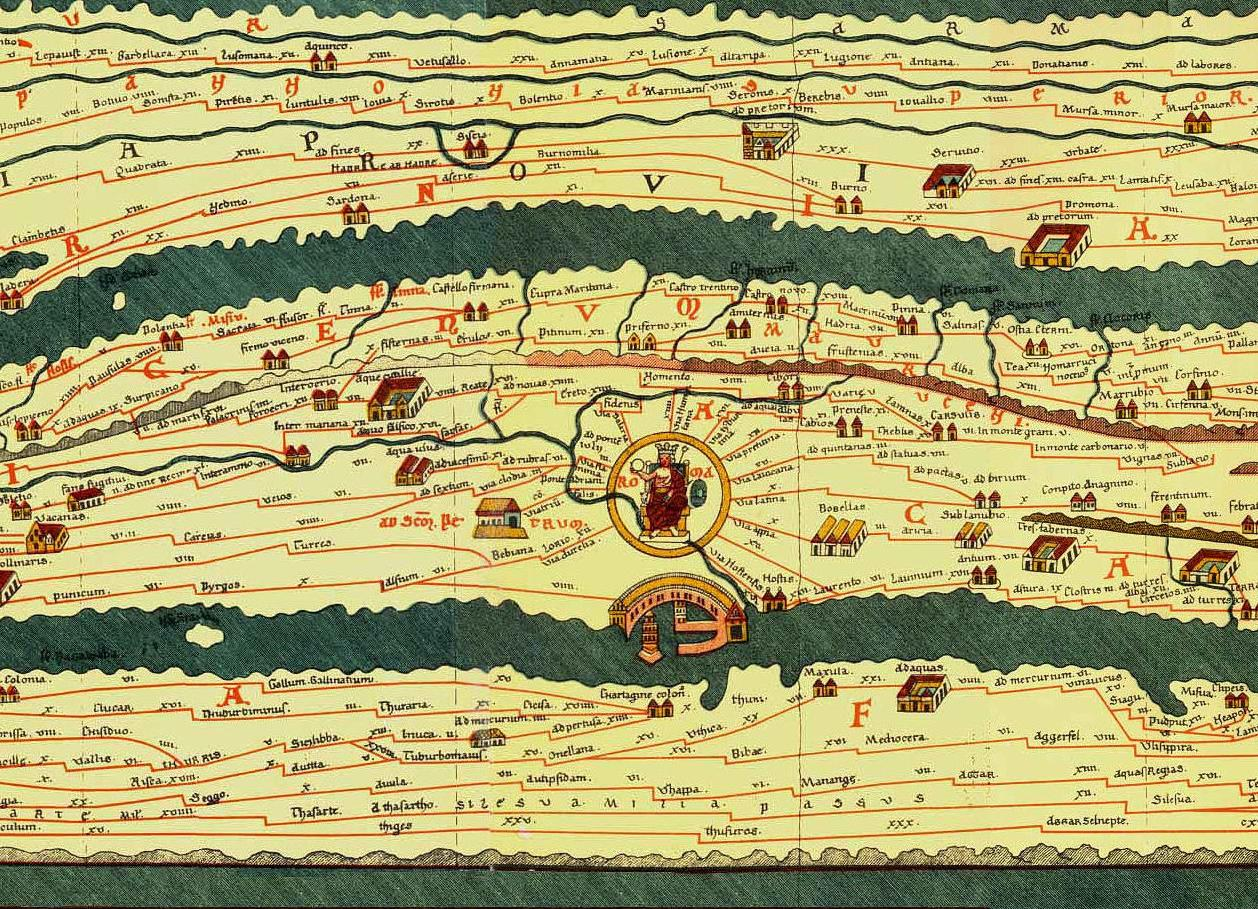
Antica tavola Peutingeriana dove figura Marruvio

La città antica di Marruvium, localizzata nella contemporanea San Benedetto dei Marsi, è stata in epoca preromana e romana il capoluogo dei Marsi. Era situata sulle sponde del lago Fucino e distava circa 20 chilometri da Alba Fucens. Il condottiero italico Quinto Poppedio Silone proveniva dalla gens Poppedia, tribù marsa stanziata tra la foce del fiume Pitonius, il Giovenco, e Milonia, limitrofa città antica situata nel contemporaneo territorio comunale di Ortona dei Marsi. 
Gli abitanti di Milonia, distrutta dall'esercito romano prima e dai Longobardi dopo, si sparsero perlopiù nell'area marruviana e nella valle del Giovenco. Vennero così edificati i borghi primigeni, le cui fondazioni possono essere collocate al massimo nel primo periodo medievale. Marruvio dei Marsi fu riconosciuto ai tempi dell'impero romano come florido municipium menzionato, tra gli altri, da Strabone e Plinio come "splendidissima civitas Marsorum Marruvium".
Dell'antico centro marruviano restano alcune parti delle mura e dell'anfiteatro e diversi reperti come iscrizioni e statue. In seguito ad alcuni scavi di manutenzione sono stati trovati i resti di una domus di epoca romana, riportata alla luce, da successivi scavi archeologici. Nel nucleo urbano ci sono i Morroni, monumenti funebri in muratura e la facciata dell'ex cattedrale di Santa Sabina, risalente al periodo paleocristiano. Nel sottosuolo è conservata la strada di epoca romana della quale è stato scoperto un breve tratto.

### Medioevo

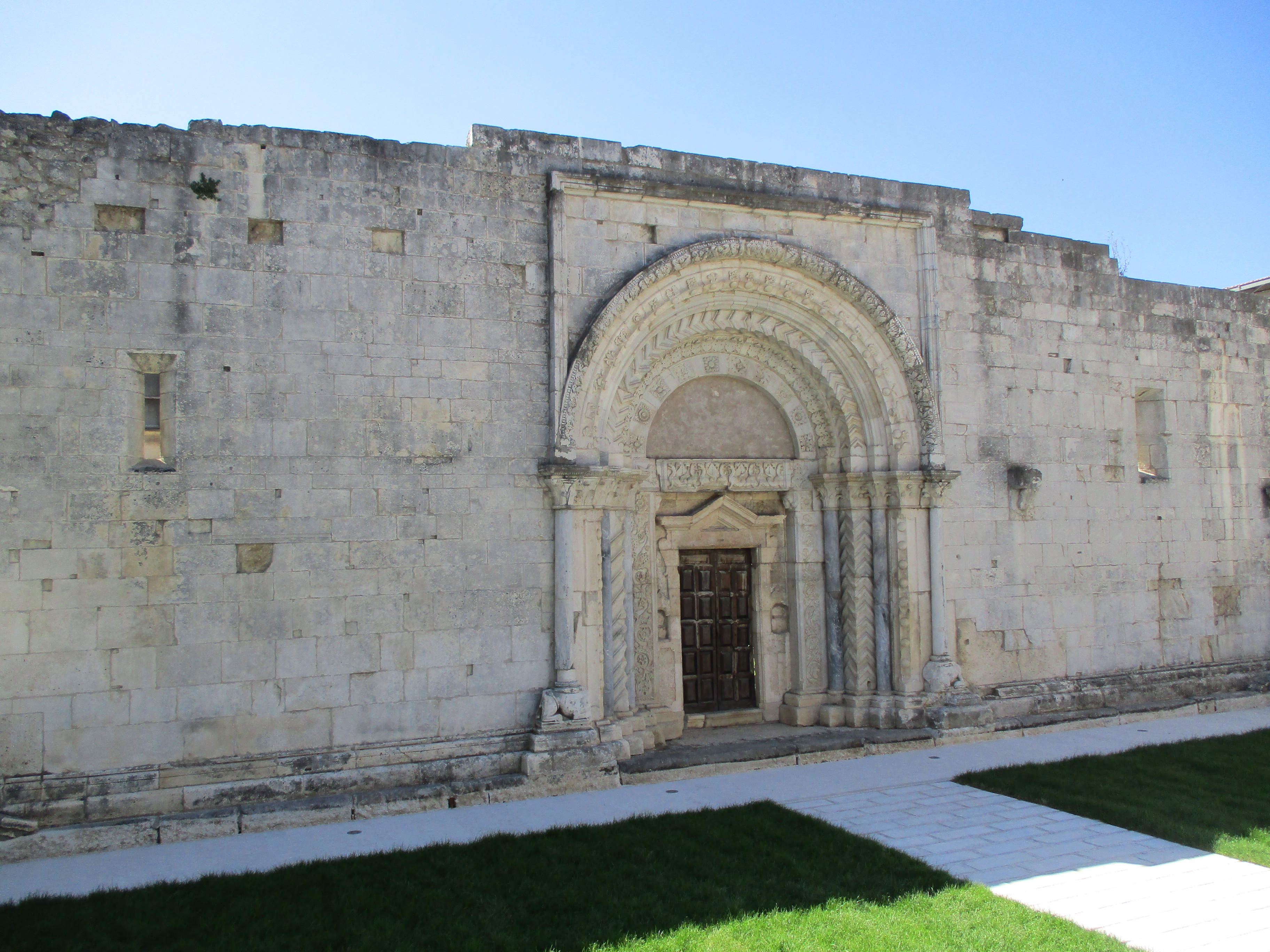
Facciata dell'ex cattedrale di Santa Sabina

A San Benedetto, nota nel Medioevo anche con il nome di Marsia o città della provincia Valeria, sarebbe nato durante il VI secolo Papa Bonifacio IV, mentre vi morì il 3 novembre 1130 Berardo dei Marsi, stretto collaboratore di Papa Pasquale II.
La Civitas Marsicana di San Benedetto è stata con ogni probabilità il capoluogo del locale gastaldato longobardo incluso nel ducato di Spoleto. Successivamente all'avvento dei Franchi di Carlo Magno e, in seguito alla salita al trono del Regno dell'Italia medievale di Lotario I e di Ludovico II il Giovane, è stata la principale città della costituita contea dei Marsi, dominio feudale esistito tra il IX e il XII secolo. La chiesa di Santa Sabina ha ospitato la prima sede della diocesi dei Marsi dall'XI secolo fino al 1580.
Nell'XI secolo il monastero di San Benedetto di Civita, toponimo derivante dal nome altomedievale Civitas Marsicana che sostituì il nome Marsia utilizzato precedentemente, risultò tra i più importanti possedimenti dell'abbazia di Montecassino, tanto che venne rappresentato sulla porta bronzea che l'abate Desiderio fece realizzare nel 1065 per il rinnovato monastero cassinese.
All'epoca del vescovo Matteo Colli, con la bolla pontificia In suprema dignitatis di Papa Gregorio XIII, la cattedrale e la sede vescovile vennero trasferite a Pescina, nella chiesa di Santa Maria delle Grazie.
Nella Marsica San Francesco d'Assisi diffuse il suo ordine dei minori. La sua prima presenza nel territorio risulterebbe nell'inverno tra il 1215 e il 1216, quando avrebbe soggiornato a San Benedetto dei Marsi dove, in località "Luogo" (in dialetto locale "i loche") avrebbe dormito, insieme con i poveri, nei pressi dell'anfiteatro romano non distante dal monastero benedettino di Santa Sabina e dal luogo dove successivamente fu edificata la chiesa di San Francesco, presso l'area della contemporanea villa comunale. Un successivo viaggio nella Marsica, a Pescina, Celano e San Benedetto dei Marsi, ci sarebbe stato con ogni probabilità tra il 1219 ed il 1222. Secondo quanto avrebbe riportato il suo primo biografo Tommaso da Celano e, in seguito, Bonaventura di Bagnoregio che riscrisse la biografia, San Francesco avrebbe guarito, operando un miracolo, un cavaliere che lo ospitò nel palazzo celanese di sua proprietà.
Nel 1225 venne fondato, nella vicina Pescina, il convento che si trovava accanto alla contemporanea chiesa di Sant'Antonio di Padova.
Durante il periodo di Carlo II d'Angiò, tra il 1250 ed il 1300, la cattedrale di Santa Sabina possedeva e controllava tutti i terreni compresi tra Pescina e il Fucino, mantenendo il diritto all'uso esclusivo dell'acqua, che alimentava l'antico mulino ad acqua noto come Molino di Civita.

### Età moderna
A causa dei terremoti e delle devastanti alluvioni del lago Fucino la cittadella marruviana apparve nel corso del Cinquecento per buona parte diroccata e abbandonata, tanto che molti abitanti si trasferirono a Pescina e a Venere. Il ruolo di cattedrale di Santa Sabina, chiesa giudicata strutturalmente non più sicura, venne ufficialmente preso dalla chiesa di Santa Maria delle Grazie di Pescina, dove fu trasferita la sede vescovile marsicana in seguito alla bolla pontificia In suprema dignitatis apostolicae specula di Papa Gregorio XIII del primo gennaio 1580. Il centro marruviano perse di fatto da quel momento la propria importanza religiosa e amministrativa in favore di Pescina, sede di baronia in seno alla contea di Celano. Successivamente scomparvero il monastero benedettino e il palazzo vescovile situato in località Milvia.
Nel corso del Settecento, dopo una lunga decadenza, il centro cominciò a riacquistare importanza raggiungendo, verso la fine del secolo, circa cinquecento abitanti.

### Età contemporanea
Fra il 1801 e il 1881 il comune di Pescina (cui San Benedetto apparteneva ancora) vide aumentare la propria popolazione del 70%, in particolare la frazione sambenedettese fu in quel periodo in piena espansione. Il vero sviluppo di San Benedetto si verificò in seguito al prosciugamento del lago Fucino che avvenne per volontà di Alessandro Torlonia. 
La messa a coltura dell'area denominata Bacinetto è stata la principale causa dell'incremento demografico. Non mancarono i contrasti tra sambenedettesi e pescinesi, legati soprattutto al diritto di coltivazione dei terreni fucensi, successivamente del tutto superati.
A cominciare dai primi anni del Novecento emerse la necessità di richiedere ufficialmente, attraverso un comitato popolare, l'istituzione del comune autonomo di San Benedetto dei Marsi.
Il terremoto della Marsica del 1915 provocò nel centro marruviano più di 2.300 vittime. Oltre a San Benedetto, i cosiddetti "quattro undicesimi della scala Mercalli" furono rilevati ad Avezzano, Cappelle dei Marsi e Gioia dei Marsi, località dove la distruzione fu pressoché totale e dove si registrarono migliaia di vittime. Il sisma distrusse quasi completamente il nucleo urbano, cancellando i quartieri della Cittadella e delle Pagliarelle e danneggiando in maniera irrimediabile l'antica cattedrale di Santa Sabina, della quale restò intatta soltanto la facciata.
L'immane tragedia, unitamente alla pandemia dell'influenza spagnola, spostò in avanti l'esigenza dell'autonomia amministrativa che fu raggiunta poco dopo il termine della seconda guerra mondiale, quando San Benedetto dei Marsi divenne il trentasettesimo comune autonomo della Marsica tramite decreto legislativo n. 651 del 7 settembre 1945.
In seguito alle lotte contadine del secondo dopoguerra, localmente dette "riverse" ovvero scioperi alla rovescia, la riforma agraria del 1950 portò alla formazione dell'Ente per la Colonizzazione della Maremma Tosco-Laziale e del Fucino, mutato in seguito in Ente Fucino. L'espropriazione anticipata delle terre fucensi ai danni dei Torlonia, segnò un incremento delle produzioni agricole e favorì le condizioni socio-economiche del territorio.
A cominciare dagli anni sessanta nel vicino comune di Ortucchio venne realizzato il Centro spaziale del Fucino, il più grande teleporto per usi civili al mondo.

### Simboli
Al centro dello stemma comunale, di colore azzurro, è raffigurato san Benedetto. Lateralmente alla figura del santo, sostenuto dalla pianura diminuita di verde, sono riportate le lettere puntate "S" e "B" collocate internamente al sigillo.

### Onorificenze
Il comune di San Benedetto dei Marsi si fregia del titolo di città.

## Monumenti e luoghi d'interesse

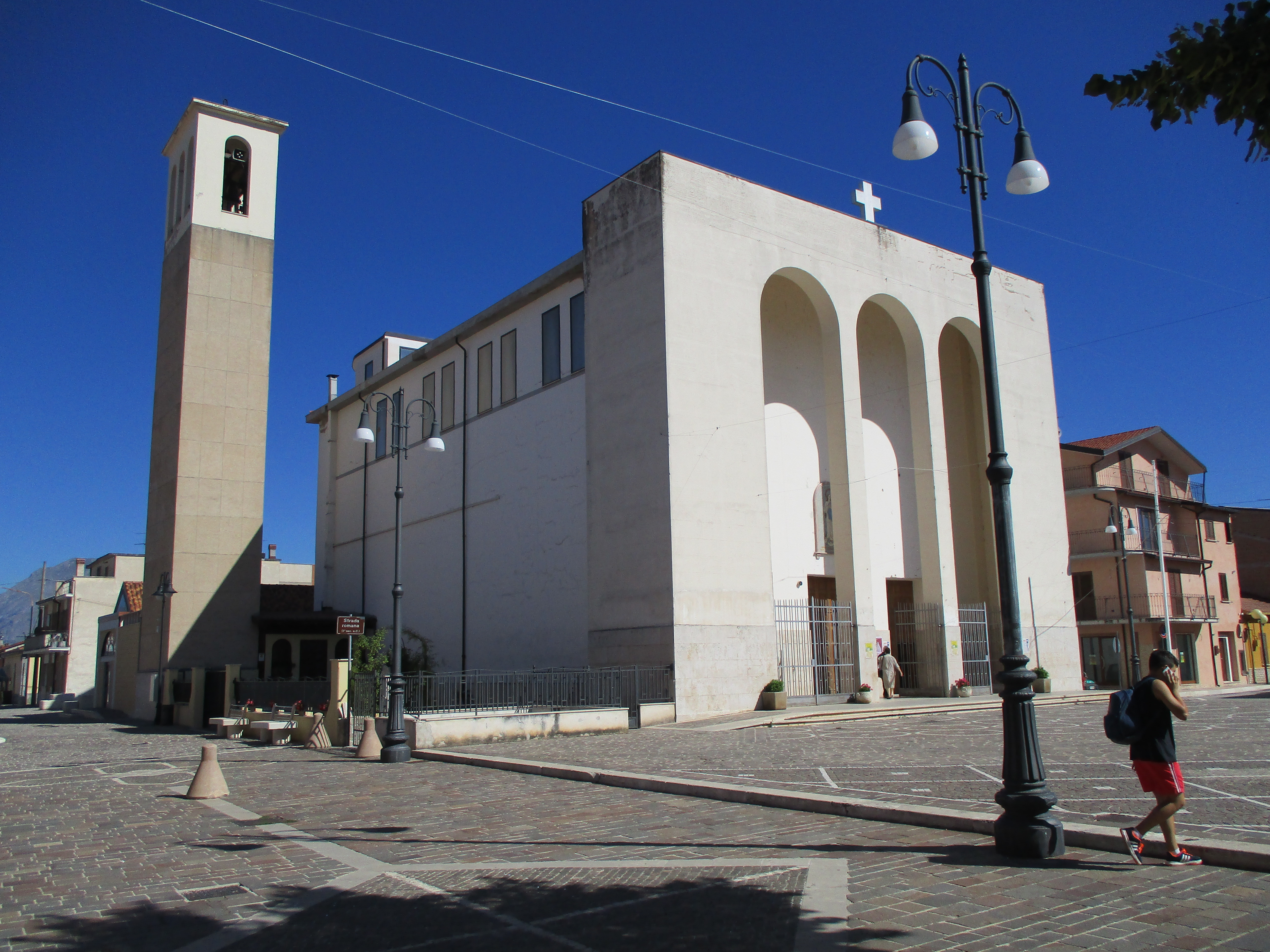
Chiesa di Santa Maria Assunta

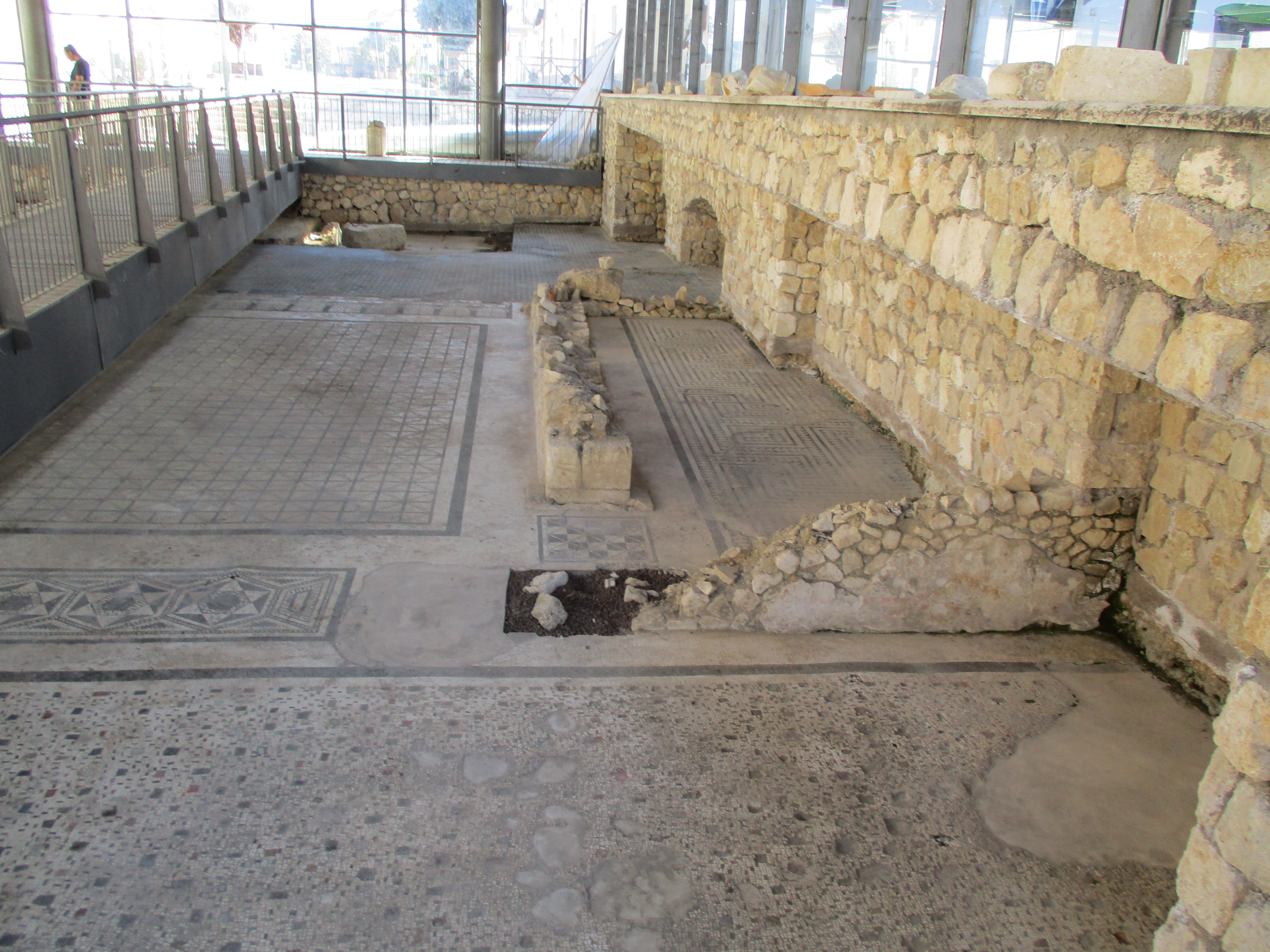
Domus di epoca romana di San Benedetto dei Marsi (I secolo a.C. - I secolo d.C.)

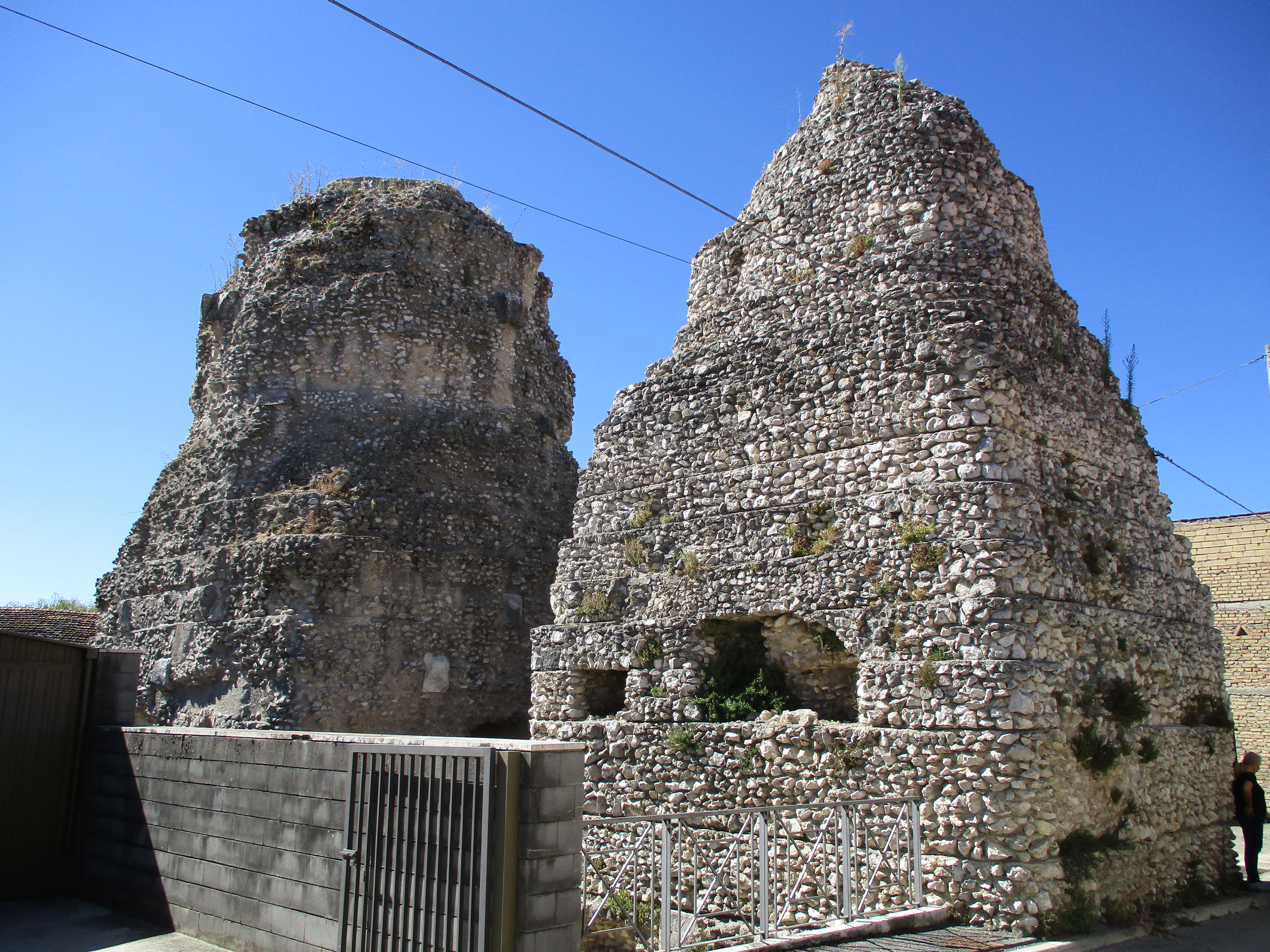
I Morroni

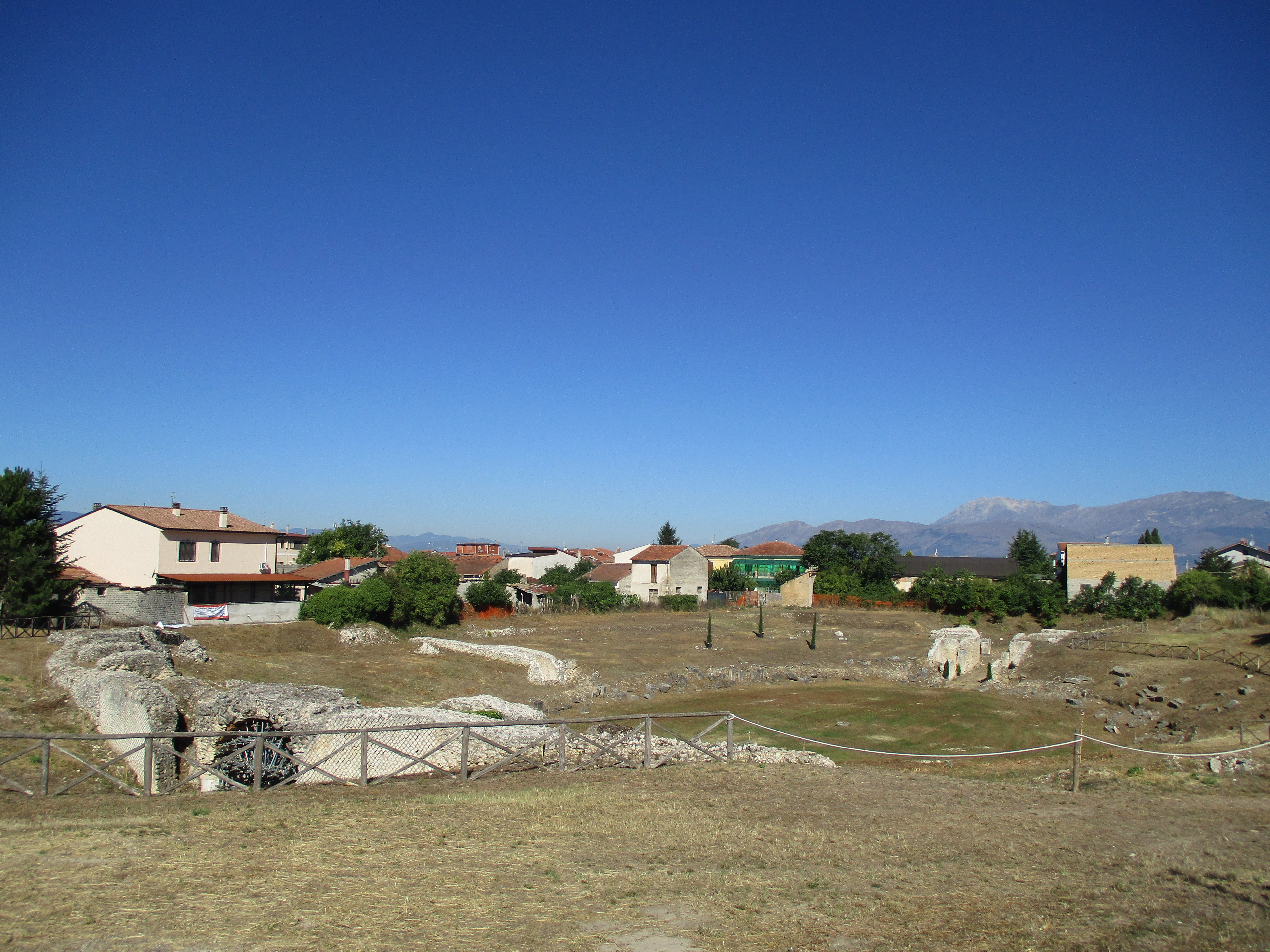
Anfiteatro di Marruvium

### Architetture religiose
Chiesa di Santa SabinaQuasi completamente distrutta dal terremoto del 1915 conserva la facciata. L'antica chiesa medievale, già cattedrale e prima chiesa madre della diocesi dei Marsi, era a pianta rettangolare con tre navate. La facciata restaurata è l'unico elemento superstite della struttura originaria la cui costruzione risale tra il V e il VI secolo d.C. Il portale in stile romanico-gotico è scandito da colonne di marmo sormontate da capitelli.
Chiesa di Santa Maria AssuntaChiesa parrocchiale costruita alcuni anni dopo il terremoto del 1915 a cavallo tra gli anni cinquanta e sessanta. Lo stile architettonico è razionalista; la facciata è scandita da un colonnato a tre grandi arcate. La chiesa è affiancata da un alto campanile accanto al quale è posta la cappella dedicata a san Francesco d'Assisi.
- Chiesa di Santa Maria Goretti.
- Chiesa di San Cipriano.
- Chiesa protestante battista[24][25].

### Monumenti
Il monumento ai caduti di tutte le guerre, realizzato in stile moderno, è situato all'ingresso della villa comunale. Nel centro urbano si trovano i busti dedicati a Papa Bonifacio IV e alla fondatrice della Lega del Filo d'Oro, Sabina Santilli.

### Siti archeologici
Domus romanaEdificio termale di un senatore con annessa villa situata al centro della città romana di Marruvium. I mosaici pavimentali ritraggono scene di vita quotidiana della città antica. Le colonne superstiti sono caratterizzate da iscrizioni latine. È collocata non distante dai ruderi dell'ex cattedrale di Santa Sabina.
MorroniI monumenti funebri dell'antico popolo marruviano vennero edificati all'interno di due grandi rocce locali allo stato grezzo.
Anfiteatro romanoDell'area restano le fondamenta che scandiscono la pianta originaria e alcune parti delle mura perimetrali. L'anfiteatro si trova nelle adiacenze del contemporaneo centro urbano.
Strada romanaLa via lastricata, riportata alla luce solo parzialmente, fu costruita nel I secolo. Attraversa l'area del contemporaneo centro urbano di San Benedetto dei Marsi.

### Aree naturali
- Villa comunale: area alberata, dotata di parco giochi.
- Piana del Fucino
- Valle del Giovenco

## Società

### Evoluzione demografica
Abitanti censiti

### Etnie e minoranze straniere
I cittadini stranieri residenti a San Benedetto dei Marsi rilevati dall'Istat al 31 dicembre 2020 erano 402, pari circa al 10% della popolazione residente.

### Lingue e dialetti
(Duilio De Vincentis, "I tridece de gennare")
Il dialetto sambenedettese è incluso nell'area Abruzzese occidentale del sistema dei dialetti meridionali intermedi. I dialetti del territorio marsicano, molto differenti fra loro, sono stati in parte influenzati da altri dialetti a causa dell'industrializzazione e delle relazioni di pendolarismo, restando tuttavia di non facile comprensione.

### Tradizioni e folclore

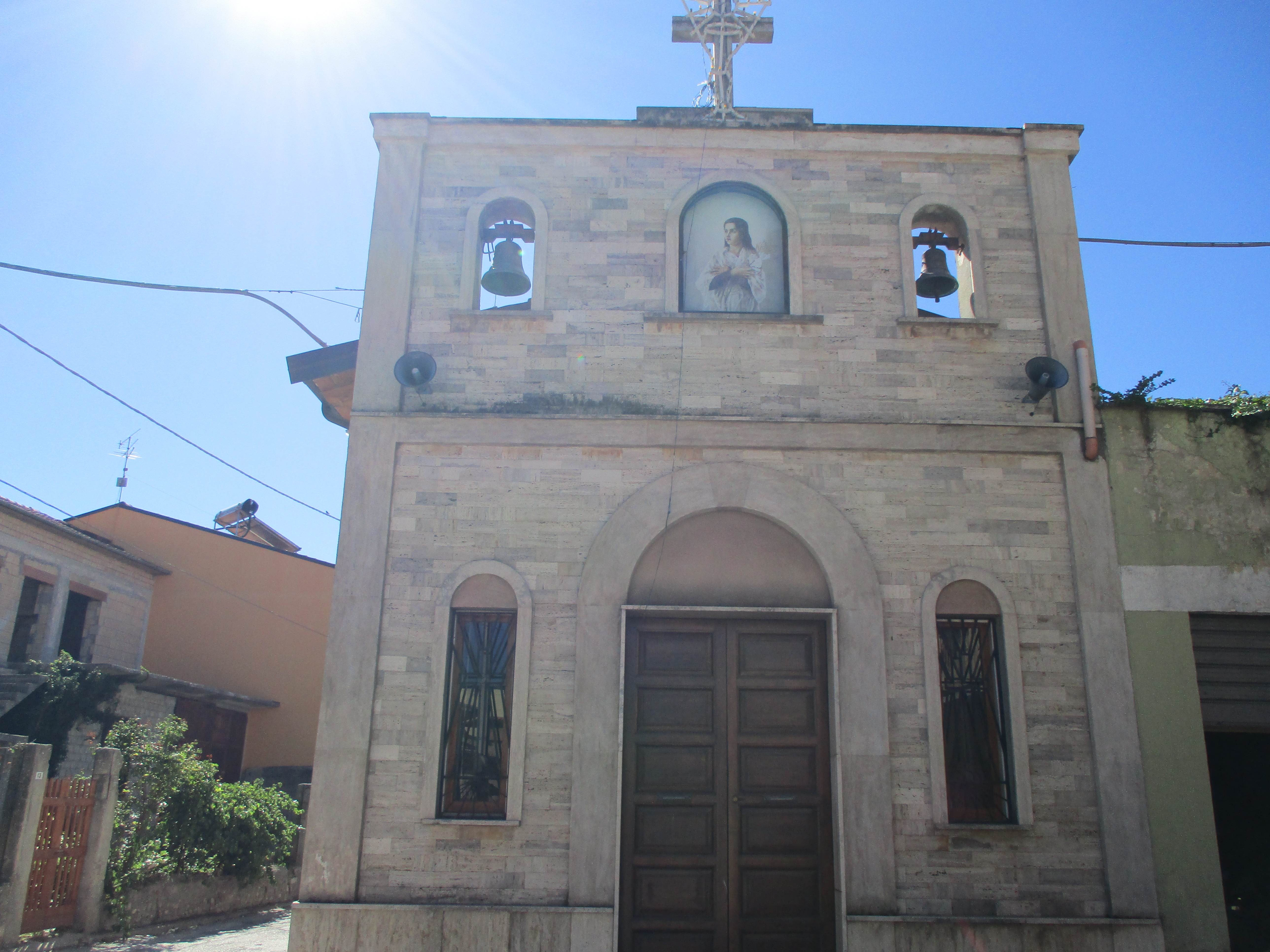
La chiesa di Santa Maria Goretti

Il 26, 27 e 28 agosto di ogni anno in occasione della festa religiosa dedicata a santa Maria Goretti si tengono le celebrazioni di carattere religioso. La reliquia della santa viene portata nel centro marsicano da Corinaldo (AN) dove si trova l'edificio che la ospita. Centinaia di motociclisti si ritrovano da tutto il circondario per accompagnare la reliquia in una particolare processione in moto fino alla chiesa parrocchiale.
La prima domenica di giugno si tiene la festa del santo patrono san Vincenzo Ferreri; il lunedì successivo si svolge la festa del santo compatrono san Benedetto da Norcia.

## Cultura

### Archivi e biblioteche

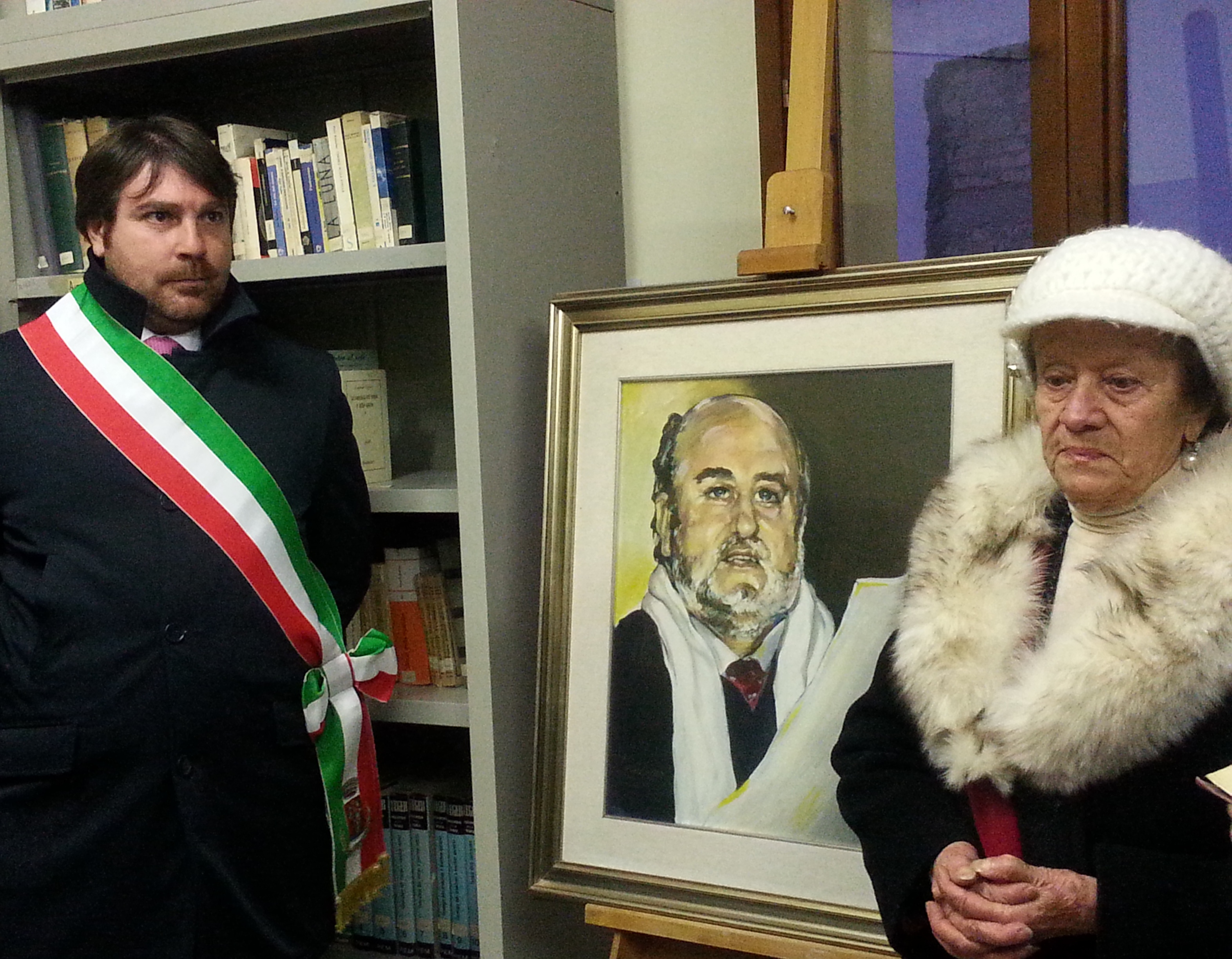
Intitolazione a Romolo Liberale di una sala della biblioteca comunale

Nel 2015 è stata inaugurata la nuova biblioteca comunale di San Benedetto dei Marsi. Una delle sale è stata intitolata al poeta e scrittore Romolo Liberale. Nel 2024 è stato inaugurato il centro studi Sabina Santilli, sede territoriale della Lega del Filo d'Oro.

### Cucina
Dopo il prosciugamento del lago Fucino la cucina locale si è radicalmente trasformata avvicinandosi alla tradizione culinaria dell'entroterra abruzzese. Prodotti tipici locali sono la patata del Fucino, certificata IGP e PAT e la carota dell'altopiano del Fucino, anch'essa riconosciuta con il marchio europeo IGP.

## Infrastrutture e trasporti

### Strade
La strada provinciale n. 20 Marruviana collega Avezzano a San Benedetto dei Marsi attraversando la piana del Fucino. Un tracciato in variante rispetto all'abitato sambenedettese prosegue verso Pescina, dove termina nella strada statale 83 Marsicana. La strada provinciale n. 22 Circonfucense collega i comuni di Avezzano, Luco dei Marsi, Trasacco, Ortucchio e San Benedetto dei Marsi.

## Amministrazione

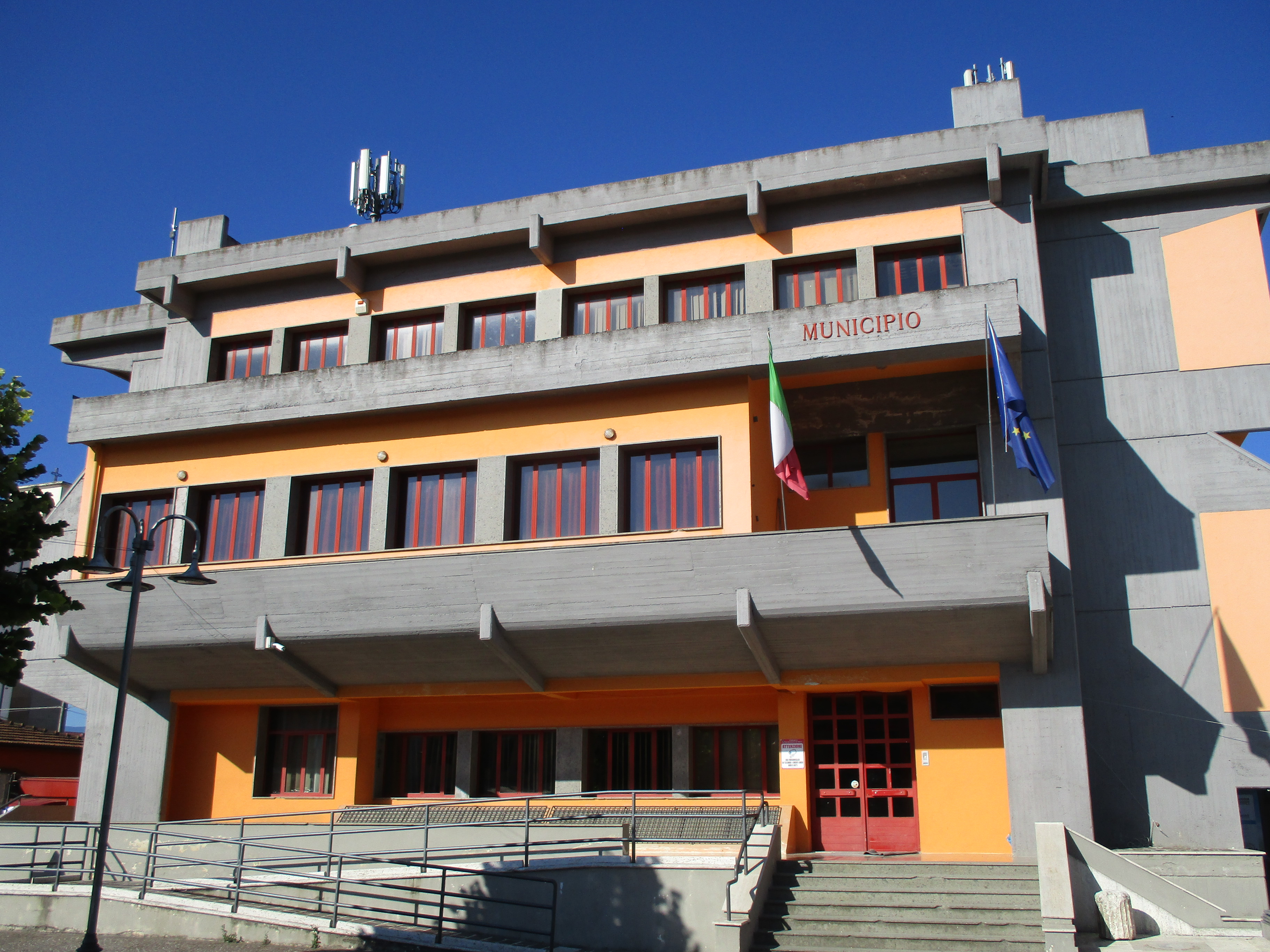
Il palazzo municipale

Sul sito del Ministero dell'interno sono disponibili i dati di tutte le elezioni amministrative di San Benedetto dei Marsi dal 1985 ad oggi.
| Periodo          | Periodo          | Primo cittadino       | Partito                             | Carica      | Note   |
| ---------------- | ---------------- | --------------------- | ----------------------------------- | ----------- | ------ |
| 1970             | 1975             | Alessandrino Cerasani |                                     | Sindaco     | [ 43 ] |
| 1975             | 1980             | Vincenzo Raglione     |                                     | Sindaco     | [ 43 ] |
| 1980             | 1985             | Idamo Rocco Raglione  |                                     | Sindaco     | [ 43 ] |
| 1985             | 1990             | Lorenzo Cacchione     |                                     | Sindaco     | [ 43 ] |
| 1990             | 22 aprile 1995   | Nazzareno Di Genova   |                                     | Sindaco     | [ 43 ] |
| 23 aprile 1995   | 20 marzo 1998    | Paolo Di Cesare       | Coalizione di centro                | Sindaco     | [ 44 ] |
| 21 marzo 1998    | 28 novembre 1998 | Angelo Polito         |                                     | Comm. pref. | [ 43 ] |
| 29 novembre 1998 | 25 maggio 2003   | Paolo Di Cesare       | Lista civica                        | Sindaco     |        |
| 26 maggio 2003   | 13 aprile 2008   | Arnaldo Santilli      | Lista civica                        | Sindaco     |        |
| 14 aprile 2008   | 28 marzo 2010    | Natalino Benedetti    |                                     | Comm. pref. | [ 43 ] |
| 29 marzo 2010    | 26 maggio 2013   | Paolo Di Cesare       | Lista civica Per progredire insieme | Sindaco     |        |
| 27 maggio 2013   | 9 giugno 2018    | Quirino D'Orazio      | Lista civica Insieme si può         | Sindaco     |        |
| 10 giugno 2018   | 14 maggio 2023   | Quirino D'Orazio      | Lista civica Insieme si può         | Sindaco     |        |
| 15 maggio 2023   | in carica        | Antonio Cerasani      | Lista civica San Benedetto insieme  | Sindaco     |        |

### Gemellaggi
- Fót[45]
- Corinaldo[46]

## Sport

### Calcio

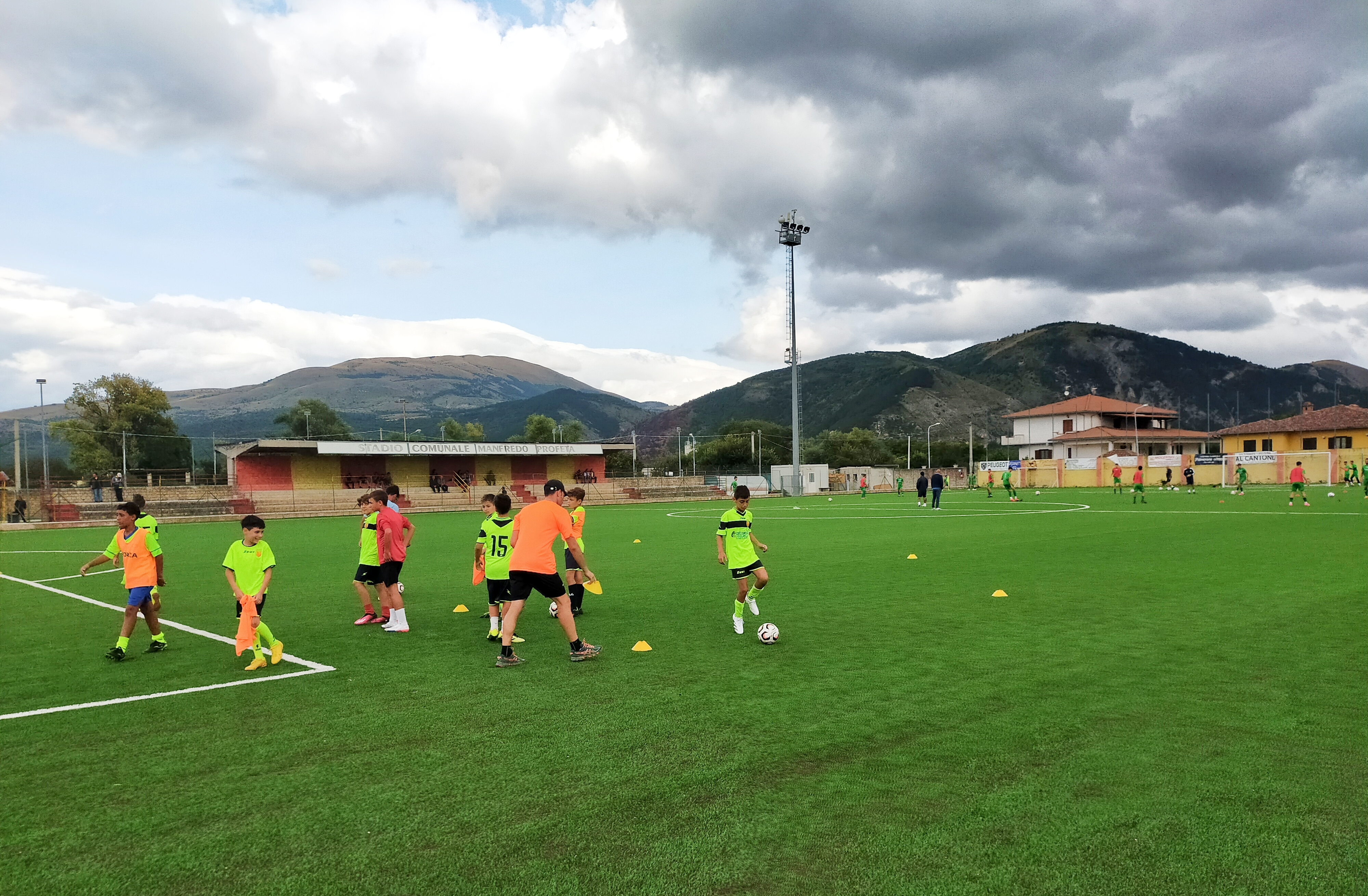
Stadio comunale "Manfredo Profeta"

La squadra di calcio che ha rappresentato nei tornei dilettantistici abruzzesi il comune marsicano è stata la S.S. San Benedetto dei Marsi. Nel 2017 la società si è unita con quella limitrofa di Venere dando vita all'Asd San Benedetto Venere. I colori sociali sono il giallo-rosso, gioca le gare interne allo stadio comunale "Manfredo Profeta" dotato di campo in erba sintetica.

### Pallavolo
La Marruviana Volley è una società pallavolistica impegnata nei tornei regionali e giovanili. È stata fondata nel 1969.